# Xcunyá
Xcunyá är en ort i Mexiko.   Den ligger i kommunen Mérida och delstaten Yucatán, i den östra delen av landet, 1 000 km öster om huvudstaden Mexico City. Xcunyá ligger 8 meter över havet och antalet invånare är 907.
Terrängen runt Xcunyá är mycket platt. Runt Xcunyá är det ganska tätbefolkat, med 116 invånare per kvadratkilometer. Närmaste större samhälle är Mérida, 17,5 km söder om Xcunyá. Omgivningarna runt Xcunyá är en mosaik av jordbruksmark och naturlig växtlighet.